# 삼천동 (전주시)
삼천동(三川洞)은 전북특별자치도 전주시 완산구에 있는 법정동과 행정동의 통칭으로, 3개의 행정동(삼천1동·2동·3동)이 설치되어 있다.

## 개요
삼천동은 본래 전주군 우림면의 지역으로 1914년 4월 1일 행정구역 통폐합에 따라 농포리, 용덕리, 삼천리, 상거리, 하거리와 성자리, 함대리의 각 일부와 난전면의 산정리 일부를 합쳐서 '태평리'라 하였다. 1935년 3월 1일 우림면과 난전면이 우전면으로 합쳐졌고, 1957년 11월 6일 우전면 태평리, 계용리, 안산리가 전주시에 편입되었으며, 태평리를 삼천동1가로, 계용리를 삼천동2가로, 안산리를 삼천동3가로 하였다.
삼천동은 지리적으로 삼천을 경계로 동부(삼천동1가)와 서부(삼천동2가, 삼천동3가, 중인동, 용복동)로 나눌 수 있는데, 삼천의 동부에 삼천1동과 삼천2동, 삼천3동의 인구밀집지역이 위치하고 있다. 삼천 서부 지역 중 삼천동3가는 지리적으로 효자4동에 더 가깝고, 평화2동에 속하는 원당동은 삼천3동에 가깝다.

### 연혁
- 1914년 4월 1일 : 전주군 우림면(→1935년 완주군 우전면) 태평리, 계용리, 안산리

| 조선총독부령 제111호 |                       |
| 구 행정구역 | 신 행정구역           |
| 우림면 농포리(農浦里), 용덕리(用德里), 삼천리(三川里), 상거리(上車里), 하거리(下車里), 성자리(成子里), 태평리(太平里)                                         | 우림면 태평리(太平里) |
| 우림면 계용리(佳用里), 만세리(萬世里), 반목리(半目里), 쌍자리(雙子里), 용산리(龍山里), 정동리(井洞里)                                                         | 우림면 계룡리(桂用里) |
| 우림면 능내리(陵內里), 도리리(道理里), 신성리(新成里), 복흥리(伏興里), 한산리(寒山里), 장동리(長洞里), 호동리(虎洞里), 석산리(石山里), 冐科里, 삼산리(三山里) | 우림면 안산리(安山里) |
- 1957년 11월 6일 : 우전면 태평리, 계용리, 안산리가 전주시에 편입[2]
- 1989년 1월 1일 : 완주군 구이면 중인리, 용복리가 삼천동으로 편입
- 1994년 8월 8일 : 삼천동이 삼천1동, 삼천2동으로 분동[4]
- 1995년 9월 1일 : 삼천2동이 삼천2동, 삼천3동으로 분동

## 법정동
- 삼천동1가
- 삼천동2가
- 삼천동3가
- 중인동(仲仁洞)
- 용복동(龍伏洞)

## 교육
- 전주삼천초등학교
- 전주삼천남초등학교
- 전주용와초등학교
- 전주용흥초등학교
- 전주중인초등학교 (중인동)
- 전주효문중학교
- 전주용흥중학교
- 전주해성고등학교
- 완산고등학교
- 한국전통문화고등학교 (중인동)

## 주거
| 단지명                | 건설사                  | 시행사                          | 주소                  | 주소      | 입주        | 비고                  |
| --------------------- | ----------------------- | ------------------------------- | --------------------- | --------- | ----------- | --------------------- |
| 이안 전주삼천         | 대우산업개발            | 삼천주공 2단지 재건축조합       | 완산구 용리로 165     | 삼천동1가 | 2014년 11월 | 삼천주공 2단지 재건축 |
| 세창짜임              | ㈜세창                  | 삼천주공 1단지 재건축조합       | 완산구 용리로 179     | 삼천동1가 | 2006년 7월  | 삼천주공 1단지 재건축 |
| 금호청솔              | 아시아나항공㈜ 건설부문 | 금호건설                        | 완산구 안행5길 11     | 삼천동1가 | 1998년 5월  |                       |
| 안행현대              | 현대산업개발            | 현대산업개발                    | 완산구 안행2길 14     | 삼천동1가 | 1998년 4월  |                       |
| 삼천흥건 1차          | ㈜흥건사                | ㈜흥건사                        | 완산구 삼천천변1길 46 | 삼천동1가 | 1999년 12월 |                       |
| 삼천흥건 2차          | ㈜흥건사                | ㈜흥건사                        | 완산구 삼천천변1길 45 | 삼천동1가 | 2000년 3월  |                       |
| 삼천주공 4단지        | ㈜한양                  | 대한주택공사                    | 완산구 장승배기로 15  | 삼천동1가 | 2000년 3월  |                       |
| 삼천주공 5단지        | ㈜한양                  | 대한주택공사                    | 완산구 장승배기로 13  | 삼천동1가 | 2000년 3월  |                       |
| 삼천주공 6단지        | 성지건설㈜              | 대한주택공사                    | 완산구 삼천천변1길 9  | 삼천동1가 | 2000년 4월  | 공공임대              |
| 삼천 호반리젠시빌     | 호반건설산업㈜          | 리젠시빌건설㈜                  | 완산구 삼천천변3길 20 | 삼천동1가 | 2002년 3월  |                       |
| 삼천 신일강변         | ㈜신일                  | ㈜신일                          | 완산구 강변로 98      | 삼천동1가 | 1996년 12월 |                       |
| 삼천남양              | 남양건설(유)            | 남양건설(유)                    | 완산구 삼천천변1길 32 | 삼천동1가 | 1998년 12월 |                       |
| 삼천 우성2차          | (유)우성종합건설        | (유)우성종합건설                | 완산구 삼천천변2길 51 | 삼천동1가 | 1998년 12월 |                       |
| 아너센트럴 신원리브웰 | ㈜신원건설              | 삼천쌍용 주택재건축정비사업조합 | 완산구 백제대로 85    | 삼천동1가 | 2023년 3월  | 삼천쌍용 1단지 재건축 |
| 삼천하이츠            | ㈜진흥승일건설          | ㈜진흥승일건설                  | 완산구 강변로 106     | 삼천동1가 | 1997년 3월  |                       |